# Cypress County
Das Cypress County ist eine der 63 „Municipal Districts“ in Alberta, Kanada. Der Verwaltungsbezirk liegt in der Region Süd-Alberta und gehört zur „Census Division 1“. Er wurde zum 18. Dezember 1913 (incorporated als „Large Local Improvement District Nos. 1, 2, 3, 31, and 32“), durch die Zusammenlegung verschiedener anderer Verwaltungseinheiten, eingerichtet. Seinen Verwaltungssitz hat der Bezirk in Dunmore. Zum 1. November 1998 wurde zuletzt der Name des Bezirks von „Municipal District of Cypress“ auf den jetzigen geändert.
Der Verwaltungsbezirk ist für die kommunale Selbstverwaltung in den ländlichen Gebieten sowie den nicht rechtsfähigen Gemeinden, wie Dörfern und Weilern und ähnlichem, zuständig. Für die Verwaltung der Städte (City) und Kleinstädte (Town) in seinen Gebietsgrenzen ist er nicht zuständig.

## Lage
Die „Municipal District“ liegt ganz im Südosten der kanadischen Provinz Alberta und grenzt im Osten an die Nachbarprovinz Saskatchewan sowie nach Süden an den US-amerikanischen Bundesstaat Montana. Im Westen folgt die Bezirksgrenze streckenweise dem Verlauf des South Saskatchewan Rivers bzw. dem Bow River. Nachdem der South Saskatchewan River den Bezirk durchquert hat folgt auch im Nordosten die Bezirksgrenze seinem Verlauf. Die Hauptverkehrsachsen des Bezirks sind in Ost-West-Richtung der Alberta Highway 1, der Teil der südlichen Route des Trans-Canada Highways ist, sowie der Alberta Highway 3 (der Crowsnest Highway) und in Nord-Süd-Richtung der Alberta Highway 41. Außerdem verläuft eine der Hauptstrecken der Canadian Pacific Railway durch den Bezirk.
Mit dem Cypress Hills Interprovincial Park befindet sich einer der Provincial Parks in Alberta im Bezirk.
Im Norden des Bezirks liegt die CFB Suffield, der größte Militärstützpunkt der kanadischen Streitkräfte.
| County of Newell            | Special Area No. 2                          |              |
| Municipal District of Taber | Kompassrose, die auf Nachbargemeinden zeigt | Saskatchewan |
| County of Forty Mile No. 8  | Montana                                     |              |

## Bevölkerung
| Jahr | Erhebung          | Einwohner | Änderung | Fläche (km²) | Bev.-dichte (EW/km²) |
| ---- | ----------------- | --------- | -------- | ------------ | -------------------- |
| 2016 | Volkszählung 2016 | 7662      | + 6,2 %  | 13.173,25    | 0,6                  |
| 2011 | Volkszählung 2011 | 7214      | + 7,5 %  | 13.160,44    | 0,5                  |

## Gemeinden und Ortschaften
Folgende Gemeinden liegen innerhalb der Grenzen des Verwaltungsbezirks:
- Stadt (City): Medicine Hat
- Kleinstadt (Town): Redcliff
- Dorf (Village): keine
- Weiler (Hamlet): Desert Blume, Dunmore, Hilda, Irvine, Schuler, Seven Persons, Suffield, Veinerville, Walsh

Außerdem bestehen noch weitere, noch kleinere Ansiedlungen und zahlreiche Einzelgehöfte.